# Saint-Aignan (Żyronda)
Saint-Aignan – miejscowość i gmina we Francji, w regionie Nowa Akwitania, w departamencie Żyronda.
Według danych na rok 1990 gminę zamieszkiwało 265 osób, a gęstość zaludnienia wynosiła 96 osób/km² (wśród 2290 gmin Akwitanii Saint-Aignan plasuje się na 914. miejscu pod względem liczby ludności, natomiast pod względem powierzchni na miejscu 1545.).